# Сноу, Маргерит
Маргерит Сноу (англ. Marguerite Snow; 9 сентября 1889—17 февраля 1958) — американская актриса эпохи немого кино. Её отец был комиком. Обучалась в Loretta Heights Academy в Денвере, в штате Колорадо.

## Карьера в немом кино
Стала актрисой в раннем возрасте. Начала карьеру на театральной сцене, в частности на Бродвее. Снималась в кинофильмах производства Thanhouser Company в Нью-Рошелл, в Нью-Йорке, и Metro Pictures, прежде чем она переименовалась в MGM. Карьера в немом кино началась в 1911 году. В частности она снялась в таких фильмах как, «Бейсбол и промахи» (1911), «Ниагарский медовый месяц» (1912), «Поющая в клетке птица» (1913), «Голос тишины» (1915), «Угол в хлопке» (1916), «Джонс на Бродвее» (1917), "Женщина в комнате 13" (1920),
«Завуалированная женщина» (1922) и «За Скалистыми горами» (1925). После появления звукового кино, никогда больше не снималась в фильмах.

## Смерть после операции
В 1957 году Сноу была сделана операция на почках, в результате которой возникло необратимое осложнение. Скончалась в возрасте 68 лет в пансионе Motion Picture Country Home, в Санта-Монике, в штате Калифорния. Траурные мероприятия были проведены на кладбище «Форест-Лаун».

## Фильмография
Полную фильмографию см. в английском разделе.